# Roman Horký
Roman „Romiš“ Horký (* 3. března 1964 Brno) je moravský kytarista, zpěvák a skladatel. Proslavil se jako frontman folkrockové skupiny Kamelot, kterou založil roku 1982.

## Kariéra
Koncem 70. let hrával se skupinami Karabina, Wanailon a dalšími. V muzice není stylově omezen, jeho nejtypičtějším žánrem je nicméně folk rock. Složil přes tři sta písní a stal se čestným občanem města Brna. Je držitelem mnoha hudebních ocenění (10× Kamelot – kapela roku, 3× Kamelot – album roku). Celkově nahrál přes dvacet autorských alb, z toho 15 z nich bylo oceněno titulem „Zlatá deska“ a dvě alba získala titul „Platinová deska“ a „Multiplatinová deska“. Jeho autorských alb se v Československu prodalo přes 500 000 kusů a mnoho jeho písní vyšlo na multiplatinových hudebních kompilacích. Jeho skladba „Zachraňte koně“ se stala hitem desetiletí. Od roku 1987 se pohybuje mezi sty nejpopulárnějšími zpěváky v českých zemích a na Slovensku.

## Osobní život
Je potřetí ženatý a má čtyři děti. Jeho nejstarší syn Tomáš je znám jako rapper Řáhol.
Romanovým bratrancem je moderátor a cestovatel Petr Horký.

## Politická angažovanost
Na podzim roku 2017 byl představen jako nestranický kandidát s podporou ODS pro senátní volby na podzim 2018 v obvodu č. 59 – Brno-město. Nakonec si to však rozmyslel a kandidaturu ještě před volbami stáhl.
V době pandemie covidu-19 se zařadil mezi celebrity, které odmítají preventivní vládní nařízení a šíří konspirační teorie. Ve volbách do Poslanecké sněmovny PČR v roce 2021 kandidoval jako nestraník za stranu Volný blok na 2. místě její kandidátky v Jihomoravském kraji. Strana však získala jen 1,33 % hlasů, a její kandidáti tak ve volbách neuspěli.
V lednu 2023 se objevil na kontroverzní videonahrávce vedle advokáta Luďka Růžičky, který zde vyslovil poděkování „za boj s banderovskými vrahy“, což někteří vnímají jako nevyslovenou podporu Ruska v rusko-ukrajinské válce. Na jiném videu z té doby, za účasti řady členů nebo sympatizantů SPD (mj. Jaroslav Bašta), Horký vyslovuje uznání Lence Procházkové a Ivanu Davidovi za jejich názory.

## Výběr hitů
- „Anděl“
- "Babí léto"
- „Bráchovi“
- „Čas rozchodů“
- „Hardegg“
- „Honolulu“
- „Když vlaky jedou“
- „Levnej hotel“ – nejúspěšnější píseň, která v 90. letech vedla oficiální českou hitparádu.[13]
- "Paměť slonů"
- „Pozor tunel“
- „Psáno na březové kůře“
- „Slib“
- „Zachraňte koně“
- „Země antilop“
- „Zrození hvězd“

## Diskografie

### Studiová alba
- 1990 – Zachraňte koně
- 1991 – Tajný výpravy
- 1992 – Vyznavači ohňů
- 1994 – Duhová cesta
- 1995 – Zlatá ryba
- 1996 – Cesta do ráje
- 1997 – Vyhaslý oheň
- 1998 – Země antilop
- 1999 – Větrné město
- 2001 – Pozdní návraty
- 2001 – Paměť slonů
- 2002 – Valerie
- 2004 – Zvláštní svět
- 2006 – Modrá planeta
- 2009 – Mořská sůl
- 2012 – Proti proudu
- 2015 – Babí léto
- 2018 – Země tvých dlaní
- 2022 – Spasitel

### Kompilační alba
- 1997 – The Best of
- 2000 – Vzpomínka na kamaráda
- 2005 – Dlouhá pláž
- 2007 – 25 – Výběr největších hitů
- 2010 – 19 ztracených písní Wabiho Ryvoly
- 2012 – Od A do Z
- 2013 – Roman Horký a Kamelot

### Singly
- 1995 – Tomáš singel
- 1996 – Rio/Hardegg singel
- 2004 – Island singel